# Robert Willoughby (1er baron Willoughby d'Eresby)
Pour les articles homonymes, voir Robert Willoughby.
Robert Willoughby, parfois d'Eresby († 1317), fils de Sir William de Willoughby († 1300), fut un baron anglo-normand.